# Republiek van de Tien Gemeenten
De Republiek van de Tien Gemeenten (Frans: République des Dix-Dizains) was een napoleontische republiek in het  Zwitserse kanton Wallis die ontstond toen het gebied van de Republiek van de Zeven Gemeenten samengevoegd werd met de gemeenten Entremont, Monthey en Saint-Maurice. De republiek heeft maar een korte tijd bestaan, namelijk van 16 maart 1798 tot 1 mei 1798, doordat het gebied omgevormd werd tot het kanton Wallis, in de Helvetische Republiek. Het gebied van de voormalige republiek werd in 1802 onderdeel van de Rhodaanse Republiek die een zusterrepubliek van de Eerste Franse Republiek  was. Na het oprichten  van het Eerste Franse Keizerrijk bleef de republiek bestaan. In 1810 werd deze republiek omgevormd tot het Franse departement Simplon. In 1815 werd het gebied als het kanton Wallis onderdeel van Zwitserland.